# Harnîșivka, Volociîsk
Harnîșivka (în ucraineană Гарнишівка) este localitatea de reședință a comunei Harnîșivka din raionul Volociîsk, regiunea Hmelnîțkîi, Ucraina.

## Demografie
Componența lingvistică a localității Harnîșivka
     Ucraineană (97,8%)
     Rusă (2,2%)
Conform recensământului din 2001, majoritatea populației localității Harnîșivka era vorbitoare de ucraineană (97,8%), existând în minoritate și vorbitori de rusă (2,2%).